# Erbes-Büdesheim

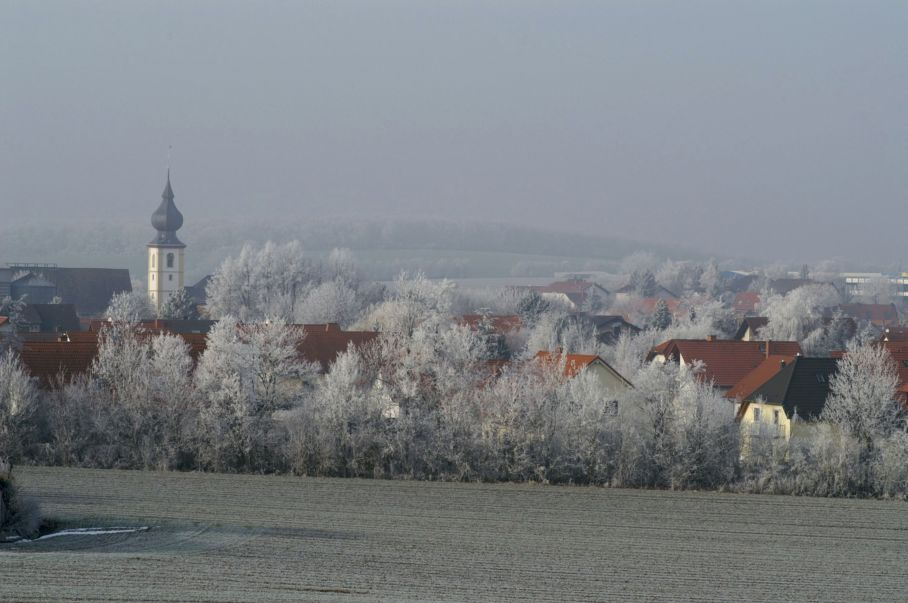
Erbes-Büdesheim im Januar 2006

Erbes-Büdesheim ist eine Ortsgemeinde im Landkreis Alzey-Worms in Rheinland-Pfalz. Sie gehört der Verbandsgemeinde Alzey-Land an.

## Geographie

### Lage
Der Ort liegt in Rheinhessen, westlich von Alzey in 250 m Höhe.

### Geologie
Erdgeschichtlich gesehen liegt das Dorf auf der – wie die Geologen sagen – Vorholz-Halbinsel, die vor etwa 40 bis 30 Millionen Jahren fast immer aus dem Meer herausgeragt hat.

## Geschichte

### Urgeschichte
Bereits in der Jungsteinzeit (4500–1800 v. Chr.) war die Stelle besiedelt, ebenso in der Frühen Eisenzeit (700–450 v. Chr.) und der Späten Eisenzeit (450–15 v. Chr.), wie durch zahlreiche Funde belegt ist. Im Sommer 2020 haben Archäologen menschliche Überreste, Grundmauern einer Kirche und eine keltische Festung entdeckt. Auch in der Römerzeit gab es eine Ansiedlung, und im Jahre 1909 wurde ein ganzes fränkisches Gräberfeld entdeckt. So war die Stelle, an der heute Erbes-Büdesheim gelegen ist, schon lange Zeiten hindurch – wahrscheinlich mit Unterbrechungen – besiedelt.

### Mittelalter
Die älteste erhaltene Erwähnung des Dorfes findet sich im Lorscher Codex und datiert auf Anfang Januar 767. Der dort genannte Egilolf war auch in anderen Orten Rheinhessens begütert. In diesem Falle tauschte er seinen Besitz von 10 Joch Ackerland und erhielt von dem Kloster Lorsch ein Pferd. Da aber im damaligen Wormsgau drei Büdesheim lagen, so läßt sich nicht immer genau bestimmen,...
Die Michaels-Kirche wird zwischen 767 und 768 erwähnt. Adulf schenkte eine Basilika, welche zu Ehren des Hl. Michael errichtet ist... und in der Gemarkung Bornheim bei Alzey zwei Weinberge und einen Wald.
Rund 37 Klöster und Adlige hatten im Laufe der folgenden Jahrhunderte im Dorf Grundbesitz, übten also die Grundherrschaft aus. Die Geschichte der Ortsherrschaft, d. h. die Geschichte derer, die den Ort regierten, ist recht kompliziert. Erbes-Büdesheim gehörte als Dorf insgesamt ursprünglich um 1275 zur Grafschaft Leiningen, ab 1350 zu der Vorderen und Hinteren Grafschaft Sponheim, deren Hauptbesitz im Hunsrück lag, und nach deren Aussterben 1437 zu deren Erben: zur Grafschaft Veldenz, zur Markgrafschaft Baden und zur Kurpfalz. Von 1559 bis 1598 und von 1611 bis 1673 zählte es zu Pfalz-Simmern, einer Nebenlinie der Kurpfalz mit Regierungssitz in Simmern, und ab 1673 ganz zur Kurpfalz.
Das Dorf war zum Schutz vor räuberischen Überfällen seit dem Spätmittelalter mit einer Dorfmauer umgeben, der ein mit Wasser gefüllter Graben und ein mit Rüstern bewachsener Erdwall vorgelagert waren. Das Obertor im Süden und das Untertor im Norden gewährten Zugang.
Im Ort bestanden zwei Burgen:
- Das Weiße Schloss im Süden mit seinen bis heute 32 Besitzern, wurde bereits vor 1354 erbaut und damals bewohnt von dem aus Fürfeld stammenden Ritter Dietz Birkenfelder, danach lange Zeit von der Familie der Herren von Monsheim.
- Die Blaue Burg im Nordwesten zwischen dem Ende der Pankratiushofstraße und der Grabengasse, von der heute nur noch zwei Turmtorsos vorhanden sind, wurde vor 1488 errichtet und sehr wahrscheinlich 1504 im Pfälzisch-Bayerischen Erbfolgekrieg zerstört. Die Gewann Das blaue Schloss am Westende der Niedergasse gehörte sozusagen als Burgzwinger zu der Blauen Burg. Im Bereich dieses Blauen Schlosses gab es 1590 ein Gefängnis, das zuvor 1533–1560 als Stock bezeichnet wurde.

Die Untere Kirchgasse wurde auch Hundsgasse genannt, nach dem Hundo, einem Gefängnisbeamten. Um Erbes-Büdesheim herum lagen drei Dörfer, die wüst fielen und deren Gemarkungen später in der Erbes-Büdesheimer Gemarkung aufgingen: Aulheim im Norden, Eyche im Nordwesten und Riede (auch Rode genannt) im Westen. Aulheim besaß eine Nikolauskapelle und zwei heute noch existierende Mühlen, Eyche eine Kirche, in der die Bewohner von Nack im Mittelalter eingepfarrt waren, die also vom Eycher Priester seelsorgerisch betreut wurden. Von Riede kennt man noch die Namen von Gebäuden, Grundstücken und zwei Einwohnern.

### Frühe Neuzeit
Erbes-Büdesheim war Sitz eines Unteramtes des kurpfälzischen Oberamts Alzey.
Im Pfälzisch-Bayerischen Erbfolgekrieg 1504/1505 ist Erbes-Büdesheims teilweise abgebrannt, in der Zeit des Dreißigjährigen Krieges wurde es wahrscheinlich vollkommen entvölkert. Anschließend zogen – durch die Bevölkerungspolitik des Kurfürsten Karl Ludwig von der Pfalz gefördert – viele reformierte, aber auch Römisch-Katholische aus der Schweiz, den Niederlanden, den Spanischen Niederlanden (heute: Belgien) und dem Niederrheingebiet in den Ort.
Im 16. Jahrhundert ist ein evangelischer Lehrer im Ort belegt, dem ab dem 18. Jahrhundert ein römisch-katholischer Lehrer zur Seite trat. Während in den evangelischen Schulen im 19. Jahrhundert innerhalb von 80 Jahren nur drei Lehrer wirkten, erlebte die katholische Schule mit 21 verschiedenen Lehrern in gleicher Zeitspanne einen recht häufigen Wechsel. Ab 1934 löste eine christl. Simultanschule die bis dahin getrennten Konfessionsschulen ab.

### Neuzeit
Nach der Einnahme des linken Rheinufers durch französische Revolutionstruppen wurde die Region 1793 von Frankreich annektiert. 
 Verzögert durch die Koalitionskriege wurde die Annexion erst nach 1797 konsolidiert und Erbes-Büdesheim gehörte von 1798 bis 1814 zum Kanton Alzey im Departement Donnersberg. Gerichtlich war im Bereich des Kantons für die Zivilgerichtsbarkeit das Friedensgericht Alzey zuständig, für die Angelegenheiten der freiwilligen Gerichtsbarkeit im übrigen Notariate.
Aufgrund von 1815 auf dem Wiener Kongress getroffenen Vereinbarungen und eines 1816 zwischen dem Großherzogtum Hessen, Österreich und Preußen geschlossenen Staatsvertrags kam Rheinhessen, und damit auch die Gemeinde Erbes-Büdesheim, zum Großherzogtum Hessen, das das neu erworbene Gebiet als Provinz Rheinhessen organisierte. Nach der Auflösung der Kantone in der Provinz kam der Ort 1835 zum neu errichteten Kreis Alzey, zu dem er bis 1969 gehörte.
Das Dorf Nack, dessen älteste erhaltene Erwähnung von 1304 stammt, bildete bis 1821 einen Teil Erbes-Büdesheims galt, besaß aber im 18. Jahrhundert einen eigenen Schultheißen.
Das Friedensgericht Alzey wurde 1879 aufgelöst und durch das Amtsgericht Alzey ersetzt.
Nach dem Zweiten Weltkrieg gehörte die Gemeinde zur französischen Besatzungszone und wurde 1946 Teil des neu gebildeten Landes Rheinland-Pfalz.

### Ab 1950
Die Gemeinde Erbes-Büdesheim hat sich wie viele Gemeinden in Rheinhessen seit den 1950er Jahren sowohl in ihrer Struktur als auch im Aussehen stark verändert. War der Ort nach dem Zweiten Weltkrieg bis in die 1960er Jahre noch stark landwirtschaftlich geprägt, überwiegt heute der Wohncharakter. Gab es in den Fünfzigern rund 50 selbstständige landwirtschaftliche Betriebe, so sind heute nur noch drei Vollerwerbsbetriebe und einige Nebenerwerbsbetriebe vorhanden.
Aushängeschild der Landwirtschaft war die Staatsdomäne sowohl vor als auch nach den beiden Weltkriegen. Noch 1950 arbeiteten rund 60 Personen in diesem Musterbetrieb, der Vorbild für viele landwirtschaftliche Betriebe war und an dessen Arbeitsweise sich die Bauern in der Umgebung orientierten. Saatzucht, Schweine- und Rinderzucht, Milchwirtschaft und auch eine Brennerei zeigten die Vielfältigkeit des „Schlossgutes“, wie es auch im Volksmund genannt wurde.
Zehn Pferdegespanne und zwei Ochsengespanne leisteten einen wesentlichen Teil der Feldarbeit. Die Arbeitszeit für die Beschäftigten war von Montag bis Samstag von 7 bis 11 Uhr und von 13 bis 19 Uhr festgelegt. Eine Besonderheit auch für die damalige Zeit war das Treffen der Arbeiter an der katholischen Kirche (Katzenpumpe) und der gemeinsame Gang zu ihrer Arbeitsstelle. Die landwirtschaftlichen Facharbeiter bekamen neben ihrem Lohn jedes Jahr ein Deputat von 30 Zentnern Kartoffeln, fünf Sack Getreide, zwei Ferkel, fünf Zentner Stroh, 40 Mark Prämie und ein Ar Klee.
Die Staatsdomäne wurde zu Beginn des 20. Jahrhunderts zunächst von Erwin Römer und nach seinem Tod von seiner Ehefrau Nelly und bis zum Ende des Zweiten Weltkrieges von Carl-Heinrich Roemer geleitet. Danach war Adolf Hartmann und ab 1965 Joachim Hechler Pächter. Fast 50 Jahre – von 1904 bis 1950 – war Josef Huckle Verwalter in der Domäne. Das Land Rheinland-Pfalz verkaufte 1996 die Staatsdomäne und damit ging die stolze Geschichte eines landwirtschaftlichen Musterbetriebes zu Ende.
Sowohl die Ackerflächen als auch die Weinbergsflächen mit 47 ha wurden umgelegt. Viel Arbeit hatten in dieser Zeit der Vorsitzende der Teilnehmergemeinschaft Ernst Hirschel und die Rechnerin Emma Huckle zu leisten. Weitsichtig war die Entscheidung, 37 laufende Kilometer Windschutzstreifen anzulegen, die heute die Gemarkung, aber insbesondere auch das Kleinklima prägen. Wegen der Besonderheit dieser Anlage in Rheinhessen wurde das Projekt bei der Grünen Woche 1992 in Berlin vorgestellt. Eine weitere zukunftsweisende Entscheidung im Zuge der Flurbereinigung war der Bau der Umgehungsstraße in den Jahren 1960 und 1961. Zehn Hektar Ackerfläche wurde hierfür zur Verfügung gestellt. 1954 konnte das neue Schulgebäude an der Nacker Straße eingeweiht werden. Damit wurde die unbefriedigende Situation der verschiedenen Standorte gelöst. Entscheidend war hieran Heinrich Böhler beteiligt, der mehr als 40 Jahre die Schullandschaft in Erbes-Büdesheim maßgeblich geprägt hat.
In der Amtszeit von Bürgermeister Christian Wilhelm Lawall erhielt Erbes-Büdesheim als eine der letzten Gemeinden in Rheinhessen ab 1963 eine öffentliche Wasserversorgung, und auch im Verhältnis spät wurde 1992 die Gemeinde kanalisiert.
Josef Seitner prägte das Wirtschaftsleben in der Gemeinde ganz entscheidend. Als Mann der ersten Stunde nach dem Zweiten Weltkrieg begann er mit der Produktion von Bims- und Hohlblocksteinen und einem Baustoffgroßhandel. Danach begab er sich auf das damals noch neue Gebiet des Fertigbetons. Auch in der Kunststoffbearbeitung zeigte er erfolgreich seine Vielseitigkeit. Zahlreichen Erbes-Büdesheimern konnte er wohnortnahe Arbeitsplätze bieten.

## Religionen
Die Michaelskirche von Erbes-Büdesheim hieß 1431 Bartholomäuskirche. Durch die Reformation, die seinerzeit große Teile des heutigen Deutschlands erfasste, wurde das Dorf um 1559 herum geschlossen evangelisch, zuerst lutherisch, dann ab 1598 reformiert. Kirche, Pfarrhaus und Schule gehörten damit der evangelischen Gemeinde. Erst infolge des Dreißigjährigen Krieges und in der Zeit der neuen Bevölkerungsansiedlung nach diesem Krieg seit 1648 zogen nicht nur Evangelische, sondern auch wieder Katholiken ins Dorf. Die römisch-katholische Gemeinde wurde erst 1686 durch den Pfarrer Christoph Lautenbach neu gegründet. Infolge der Pfälzer Kirchenteilung von 1706 ging die vorhandene Kirche samt Pfarrhaus und Schule in den Besitz der katholischen Gemeinde über. Da sie sich jedoch bald als baufällig erwies, musste zum Bau der neuen katholischen Kirche geschritten werden, der von 1736 bis 1745 durch den bekannten Baumeister Caspar Valerius erfolgte. Die reformierte Gemeinde hielt ihre Gottesdienste von 1707 bis 1734 im Rathaus, während ihre Kirche 1734–1735 unter dem Ensheimer Pfarrer Johann Christoph Steymann errichtet wurde. Da der evangelische Pfarrer seit 1697 nicht mehr in Erbes-Büdesheim wohnen konnte, zog er nach Ensheim und betreute die evangelische Gemeinde Erbes-Büdesheim mit Nack von Ensheim aus, so dass zwischen Erbes-Büdesheim und Ensheim damals eine – inzwischen fast vergessene – feste Beziehung entstand, zu mindestens im evangelisch-kirchlichen Bereich.
Es gab 1701–1748 eine kleine Mennonitengemeinde in Erbes-Büdesheim, die ihre Gottesdienste im Weißen Schloss hielt, ein Zeichen der ökumenischen, toleranten Haltung der damaligen reformierten Schlossbesitzerfamilien von Rochow (bis 1729) und de la Roche (1729–1788), einer Hugenottenfamilie.
Ebenso besaß Erbes-Büdesheim auch eine kleine jüdische Gemeinde, und zwar wohl bereits im 16. Jahrhundert. Diese hatte im 18. Jahrhundert einen kleinen Friedhof im südlichen Teil des Blauen Schlosses und seit 1840 einen neuen Friedhof im Nordosten des Dorfes. Auch ein Synagogenraum war in der Niedergasse vorhanden.

## Politik

### Gemeinderat
Der Gemeinderat in Erbes-Büdesheim besteht aus 16 Ratsmitgliedern, die bei der Kommunalwahl am 9. Juni 2024 in einer personalisierten Verhältniswahl gewählt wurden, und dem ehrenamtlichen Ortsbürgermeister als Vorsitzendem.
Die Sitzverteilung im Gemeinderat:
| Wahl | CDU | FWG | Gesamt   |
| ---- | --- | --- | -------- |
| 2024 | 4   | 12  | 16 Sitze |
| 2019 | 5   | 11  | 16 Sitze |
| 2014 | 7   | 9   | 16 Sitze |
| 2009 | 10  | 6   | 16 Sitze |
| 2004 | 10  | 6   | 16 Sitze |

- FWG = Freie Wählergruppe Erbes-Büdesheim e. V.

### Bürgermeister
- Josef Seitner (CDU), 1979 bis 1979
- Heinz-Hermann Schnabel (CDU), 1979 bis 1984 und 1999 bis 2014[11]
- Ludwig Jakobs (CDU), 1984 bis 1999
- Karl-Heinrich Sailler (FWG) 2014 bis 2016
- Karlheinz Tovar (FWG) seit 2016

Bei der Direktwahl am 26. Mai 2019 wurde Karlheinz Tovar mit einem Stimmenanteil von 71,18 % und am 9. Juni 2024 als einziger Bewerber mit 80,8 % jeweils für weitere fünf Jahre in seinem Amt bestätigt.

### Gemeindepartnerschaft
- Partnerschaft mit Maurepas, (Département Somme, Frankreich)

## Kultur und Sehenswürdigkeiten
Zu den Besonderheiten des Ortes gehören 
- die Steinkreuze an der Offenheimer und der Nacker Straße,
- der einstige See im Ostteil der Gemarkung, auf den heute noch Flurnamen hinweisen,
- der Eicherwald im Nordwesten und seiner sehr altertümlichen Parzelleneinteilung,
- das Quecksilber-Bergwerk im äußersten Nordwesten unterhalb des Eicherwaldes und
- der Galgen im Osten an der Heimersheimer Gemarkungsgrenze.

### Museen
- Rheinhessisches Postmuseum im ehemaligen Postamt im Erdgeschoss des Rathauses

### Kultur- und Naturdenkmale
- Liste der Kulturdenkmäler in Erbes-Büdesheim
- Liste der Naturdenkmale in Erbes-Büdesheim

### Sport
- Kneippbecken am Weedeplatz, gehört zum Kneipp-Napoleonwanderweg
- Schützenverein Erbes-Büdesheim
- 1. Taekwondo-Club Erbes-Büdesheim
- TuS 1882 Erbes-Büdesheim e. V.
- PSC Erbes-Büdesheim (Pferdesport Club/Reitanlage Eidam&Partner)
- SG Rheinhessische Schweiz Jugendfussball-->

### Regelmäßige Veranstaltungen
- Wallfahrt zu Ehren des Johannes Nepomuk, Sonntag vor oder nach dem Fest (16. Mai).[14]
- Kerb am vorletzten Wochenende im August

## Wirtschaft und Infrastruktur

### Unternehmen
Seit 1948 befindet sich mit der Selit Dämmtechnik GmbH ein Betrieb für Dämmtechnik und Hohlblockbausteinen im Ort.

### Bildung
Im Ort befindet sich ein Kindergarten und eine Grundschule.

### Verkehr
Am Ort führt die Deutsche Alleenstraße hier als L 409 von Bad Kreuznach nach Alzey vorbei. Über diese Landstraße erreicht man Richtung Alzey die Anschlussstelle Erbes-Büdesheim der Bundesautobahn 63.

## Persönlichkeiten

### Söhne und Töchter der Ortsgemeinde
- Jacob Borkholder (* 23. November 1762 in Erbes-Büdesheim; † 1. Februar 1829 in Massenheim-Hochheim am Main), Hofverwalter und Mitglied des Nassauischen Landtags
- Georg Wendel (* 30. März 1892 Erbes-Büdesheim), Hauptlehrer in Monzernheim, Heimatforscher
- Marie-Luise Neunecker (* 1955), Musikerin, Hornistin
- Carl-Heinrich Roemer (1903–2000), Diplom-Landwirt und Pflanzenzüchter, Leiter des Bundessortenamtes
- Nikolaus Rüdinger (1832–1896), Universitätsprofessor, Anatom
- Heinz-Hermann Schnabel (* 1945), Politiker (CDU), Bürgermeister, MdL, Vizepräsident des Landtages von Rheinland-Pfalz seit 2006

### Persönlichkeiten, die vor Ort gewirkt haben
- Vitus Wurmdobler (* 1945), Restaurator
- Damaris Wurmdobler (* 1949), Künstlerin